# Auride
Auride (in greco antico: Αὐρίδαι?, Aurídai) era un demo dell'Attica. Non se ne conosce con esattezza la posizione ma probabilmente si trovava nella Triasia, vicino ad Eleusi.
Il toponimo è forse un patronimico che identificava una famiglia nobile; nel demo viveva la famiglia dei Bacchidi, parenti degli Euneidi, una associazione di musici che discendeva da Euneo, nipote di Dioniso.